# Jacob Gils
Jacob Gils es un fotógrafo de arte contemporáneo danés conocido por su trabajo en la técnica de múltiples exposiciones en su serie Movement. Su trabajo ha sido mostrado en numerosas exposiciones, ferias de arte y museos alrededor del mundo.

## Primeros años
Jacob Gils nació en Gentofte en una familia de artista. Su madre es la pintora Merete Hansen. Jacob Gils se graduó de la Escuela de Fotografía Copenhague en 1989, donde asistió al Fotógrafo danés Leif Schiller. Jacob Gils trabajó como fotógrafo comercial en su carrera temprana y en 2001 hizo su transición a fotografía artística e inicio a experimentar con expresiones y técnicas diferentes de la fotografía.

## Premios
2015 Px3 Prix de la photographie París en la categoría "Desnudos Artísticos"
2012 Px3 Prix de la photographie París en la categoría "Imágenes Artísticas Alteradas"

## Su trabajo

### Serie "Movimiento"
La serie de Jacob Gils llamada Movimiento inicia como un experimento fotográfico, pero con el tiempo se convierte en la serie con más creatividad. De hecho Myriam Simons, de la reconocida revista le revenue comenta que Jacob Gils es un artista que de forma muy creativa pinta con su cámara. Fredrik Haren "The Creativity Explorer", llamado de esta forma por su gran experiencia explorando sobre la creatividad humana y escritor sobre el tema, comenta sobre el trabajo de Jaco Gils y sobre su balance entre "su modo en la busqueda de su curiosidad" y "el modo para enfocarse en la ejecución".

### Serie "Limit to Your Love"
La serie de Jacob Gils Limit to Your Love es un experimento con una cámara Polaroid. Ha ganado dos premios con esta serie. Virginie Lorient de Bettina Von Arnim la galería afirma que las transferencias de los colores de esta técnica pueden variar, sin embargo Jacob Gils no modifica los colores naturales.

### Serie "Transfer"
La seria transfer, Jacob Gils transfiere polaroids en papel de agua. Por medio de este innovadora técnica, el ojo empieza a decodificar y a ver más allá que una simple fotografía.

## Artículos
- Le Revenu[3]
- El arte couch.[6]
- Revista de cambio[7]
- Gente di Fotografia[8]
- Gente di Fotografia[9]
- Gente di Fotografia[10]
- El ojo de fotografía[11]
- Bo Bedre. Erick Rimmer
- Intrevista "The creativity explorer". Fredrik Hansen[4]

## Exposiciones permanentes
- Estocolmo: Fotografiska Museo de Fotografía
- Noruega: El Museo Nacional de Fotografía de Oslo
- Bogotá: El Museo de Arte Moderno MAMBO
- Copenhague: El Museo Nacional de Fotografía de Dinamarca
- China: Nanjing Instituto de Artes visuales
- Beijing: Instituto Cultural danés en Beijing
- Boston: oficinas de Propiedades del Boston
- Copenhague: LEGO Un/S
- Copenhague: TRH Corona Prince Frederik y Palacio de Mary de Princess de Corona
- Milán: Loro Piana Colección
- Copenhague: Maersk Un/S
- Shanghái: Thomas Shao Colección

## Galería

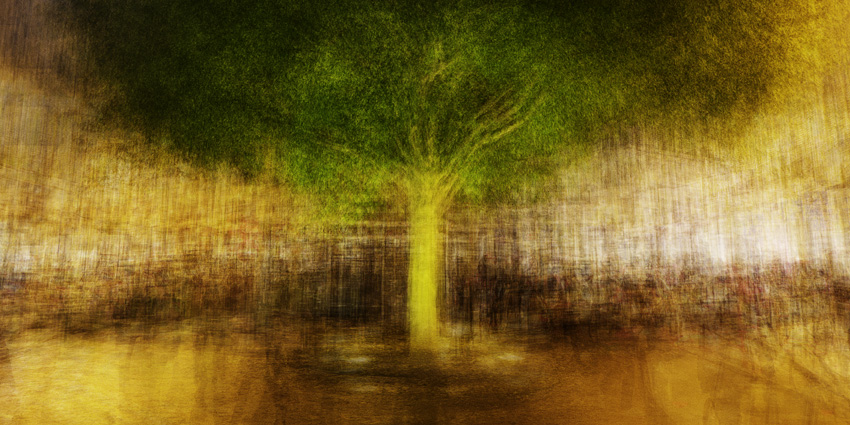
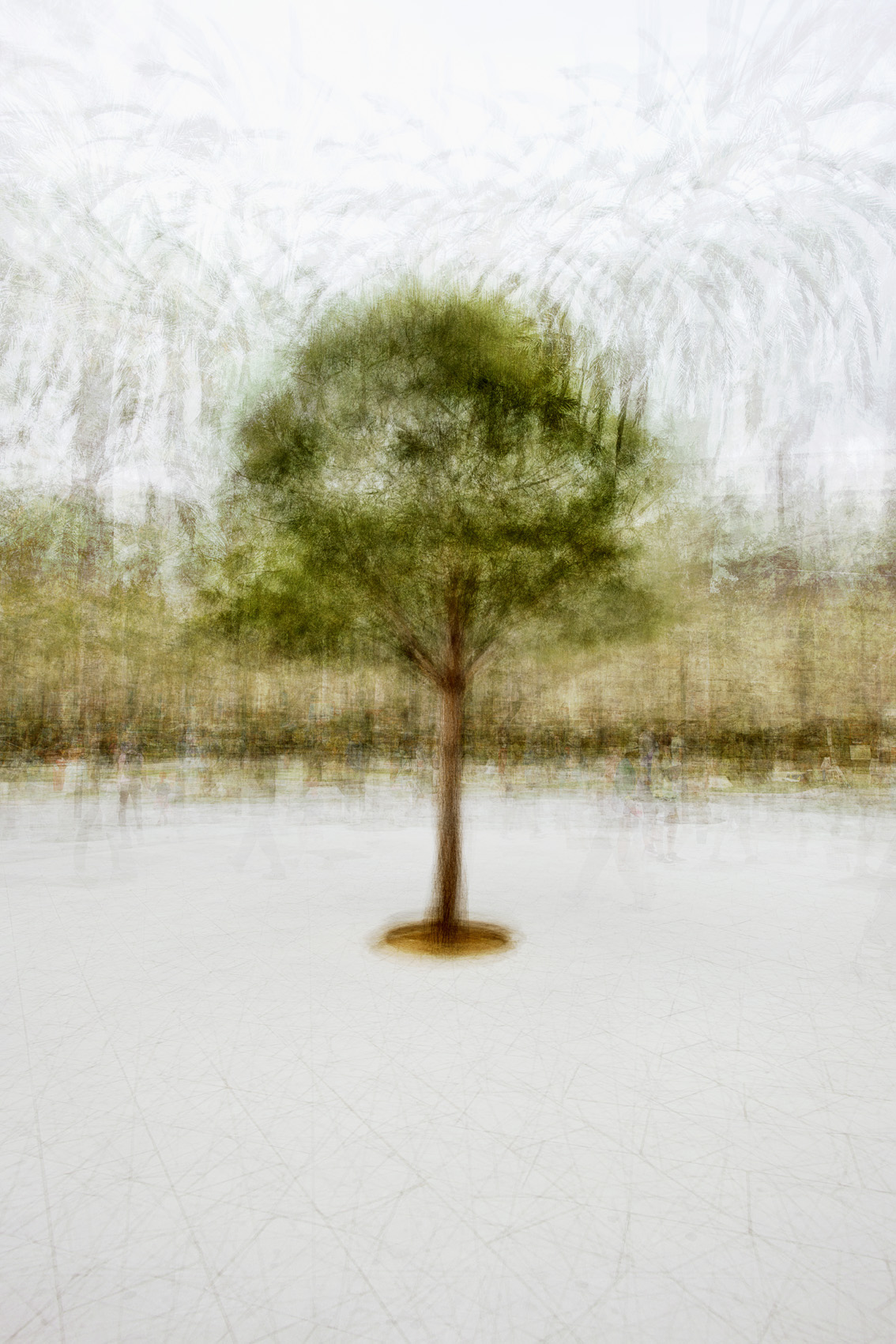
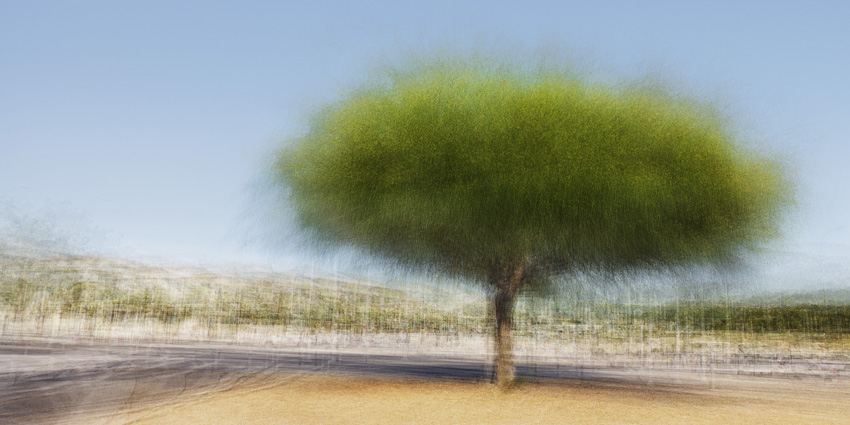
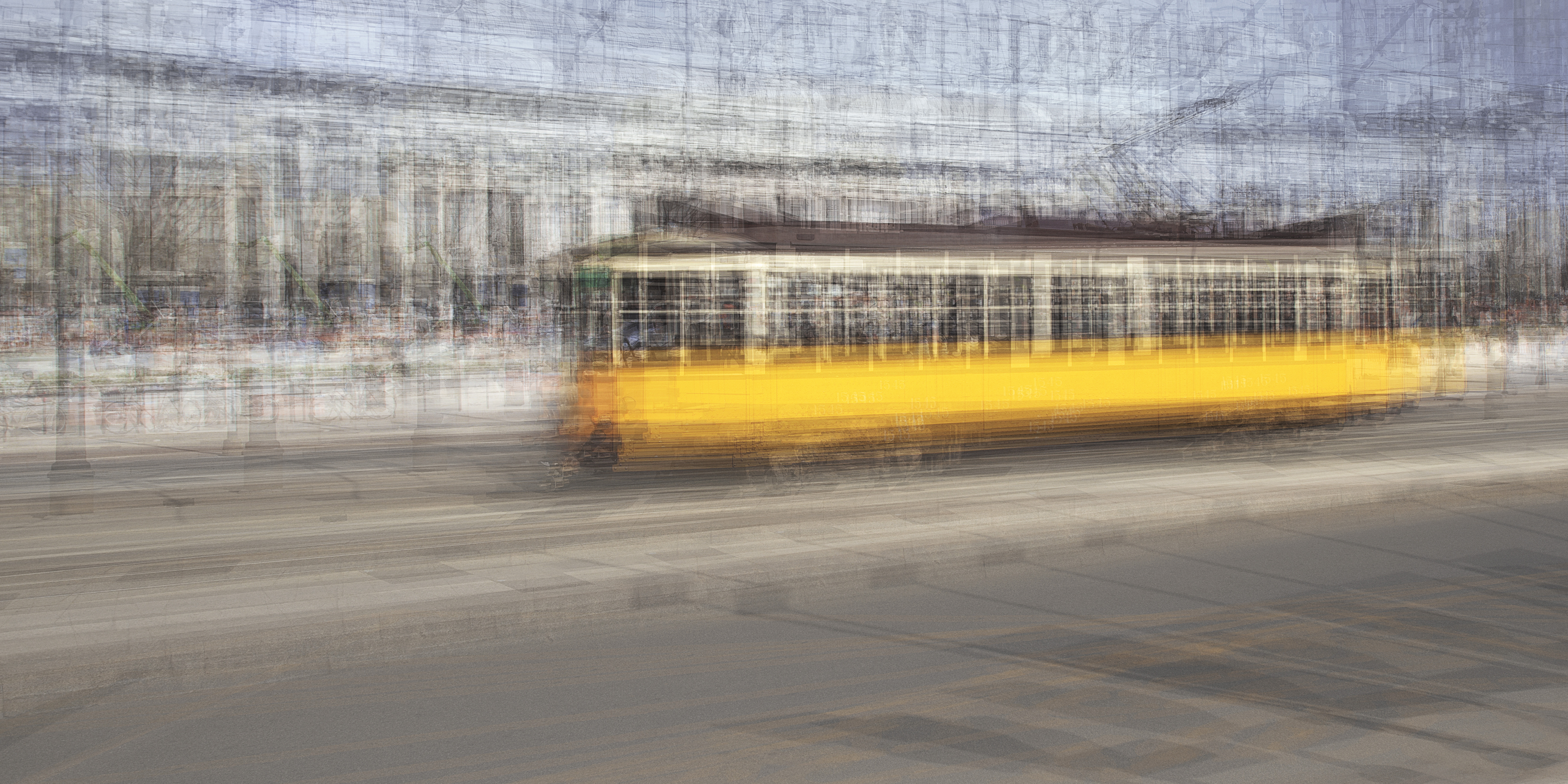
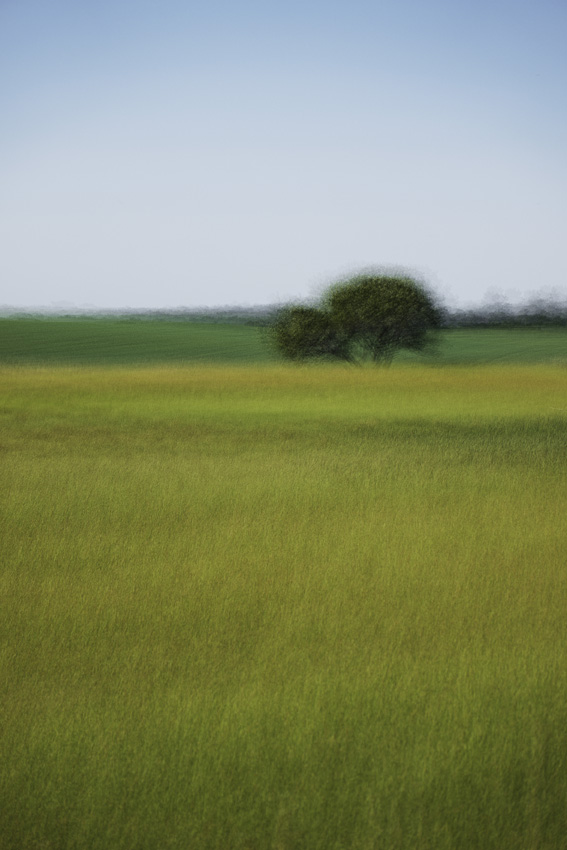
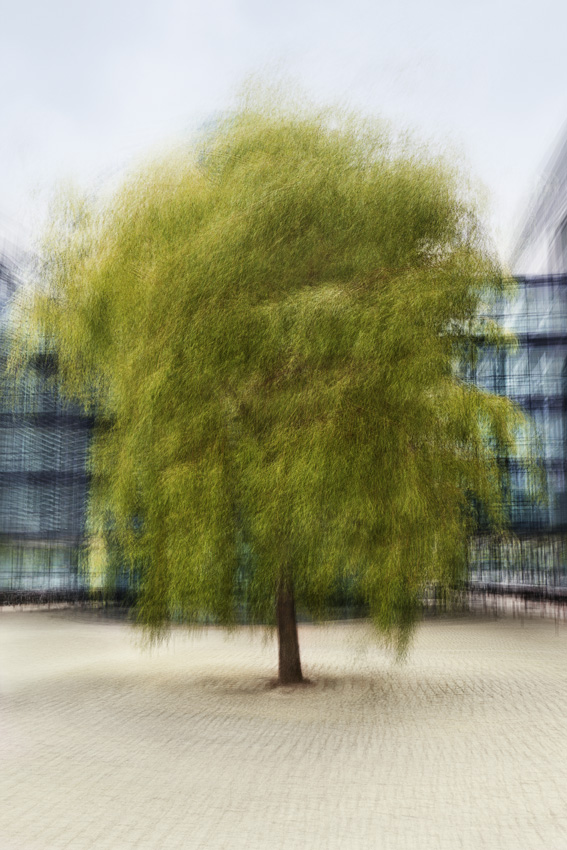
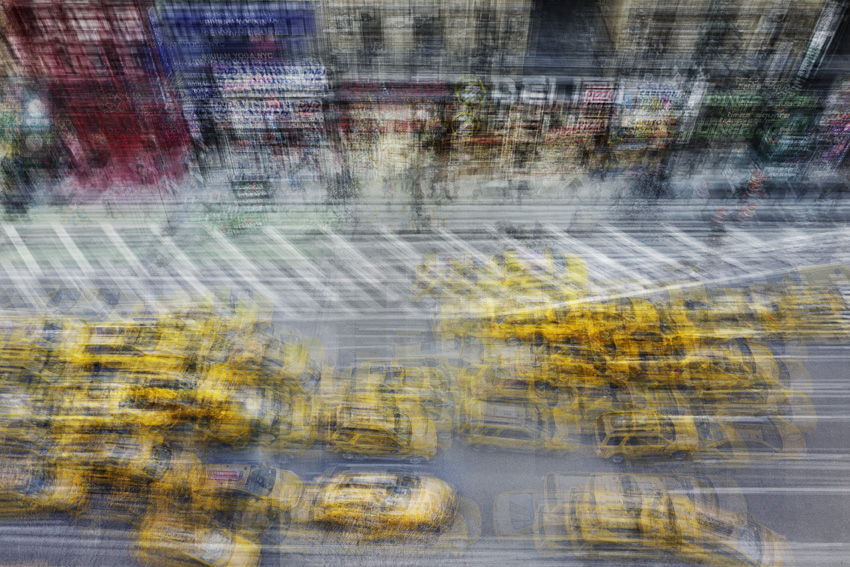
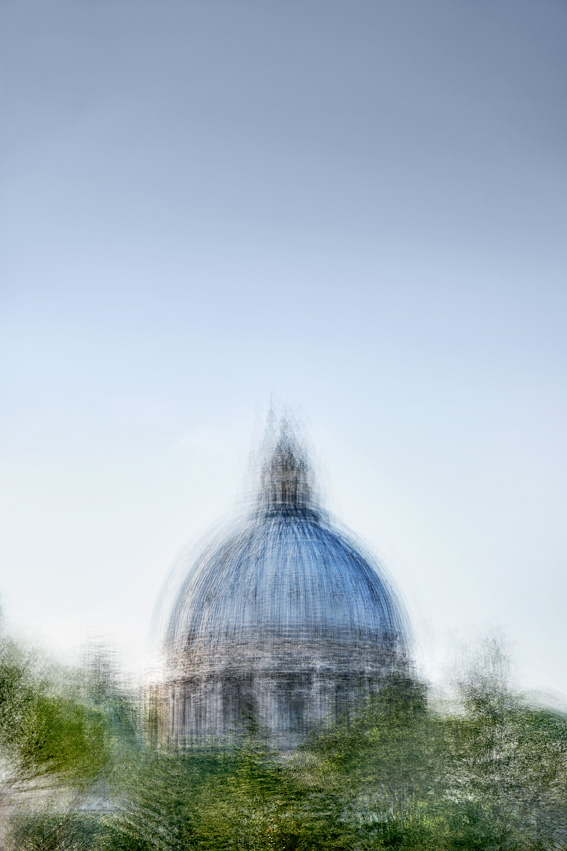
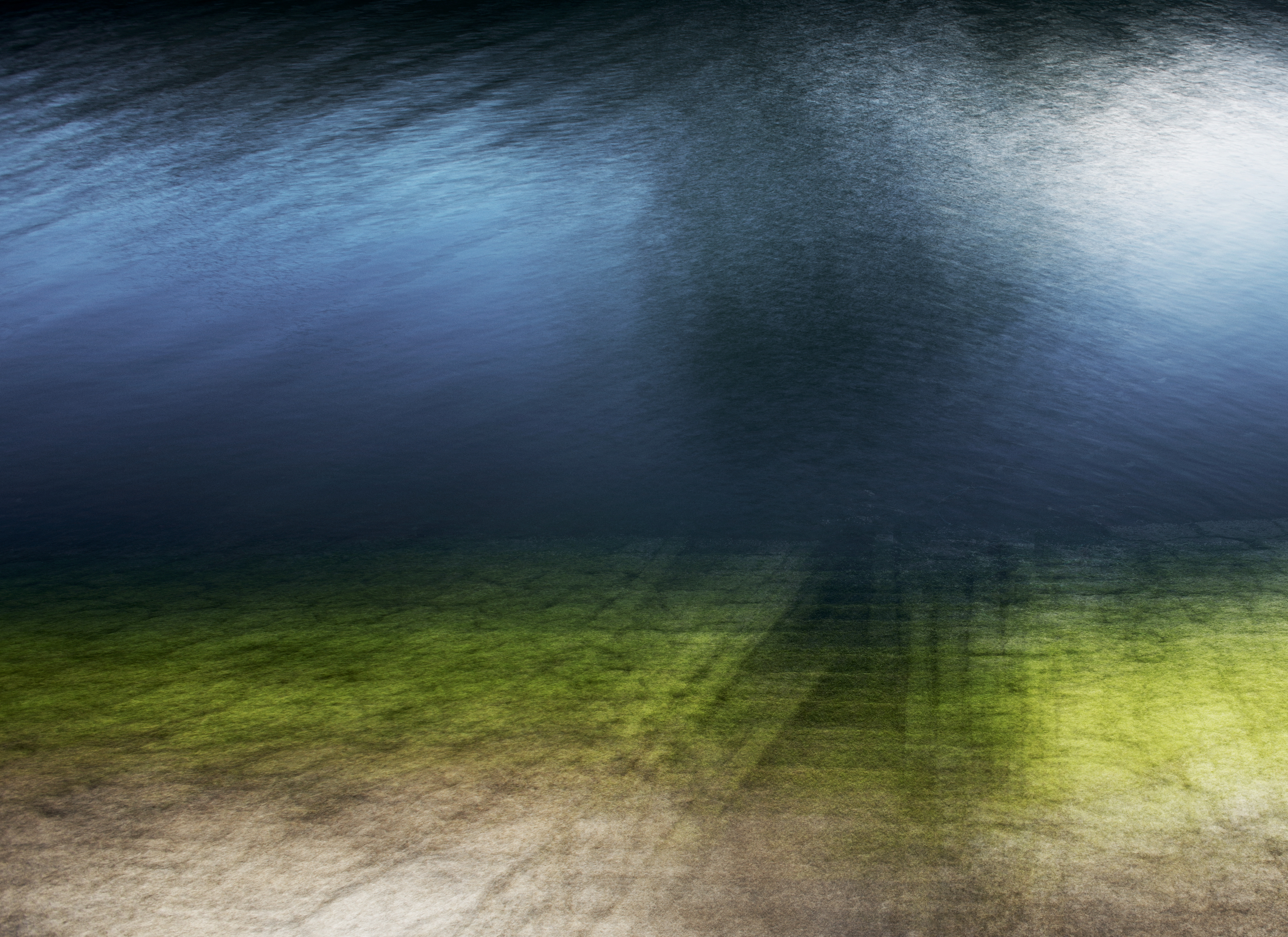
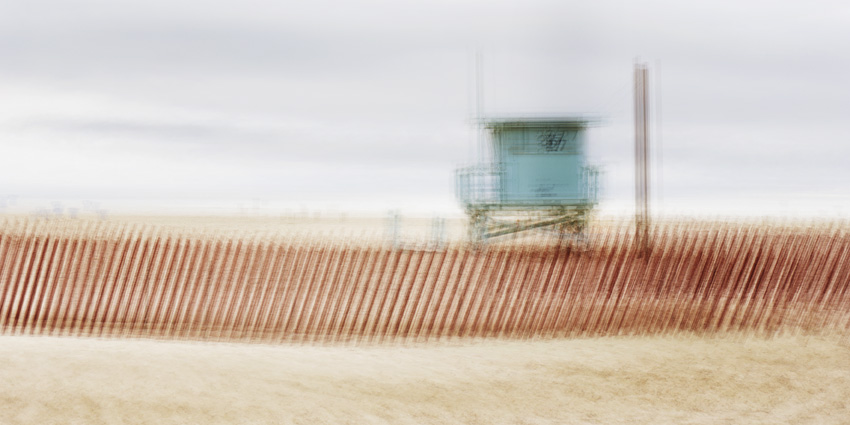
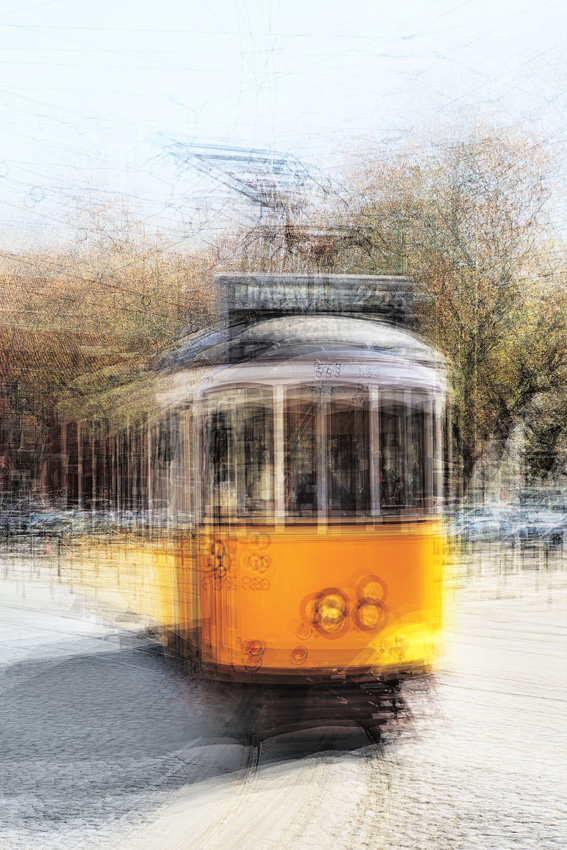
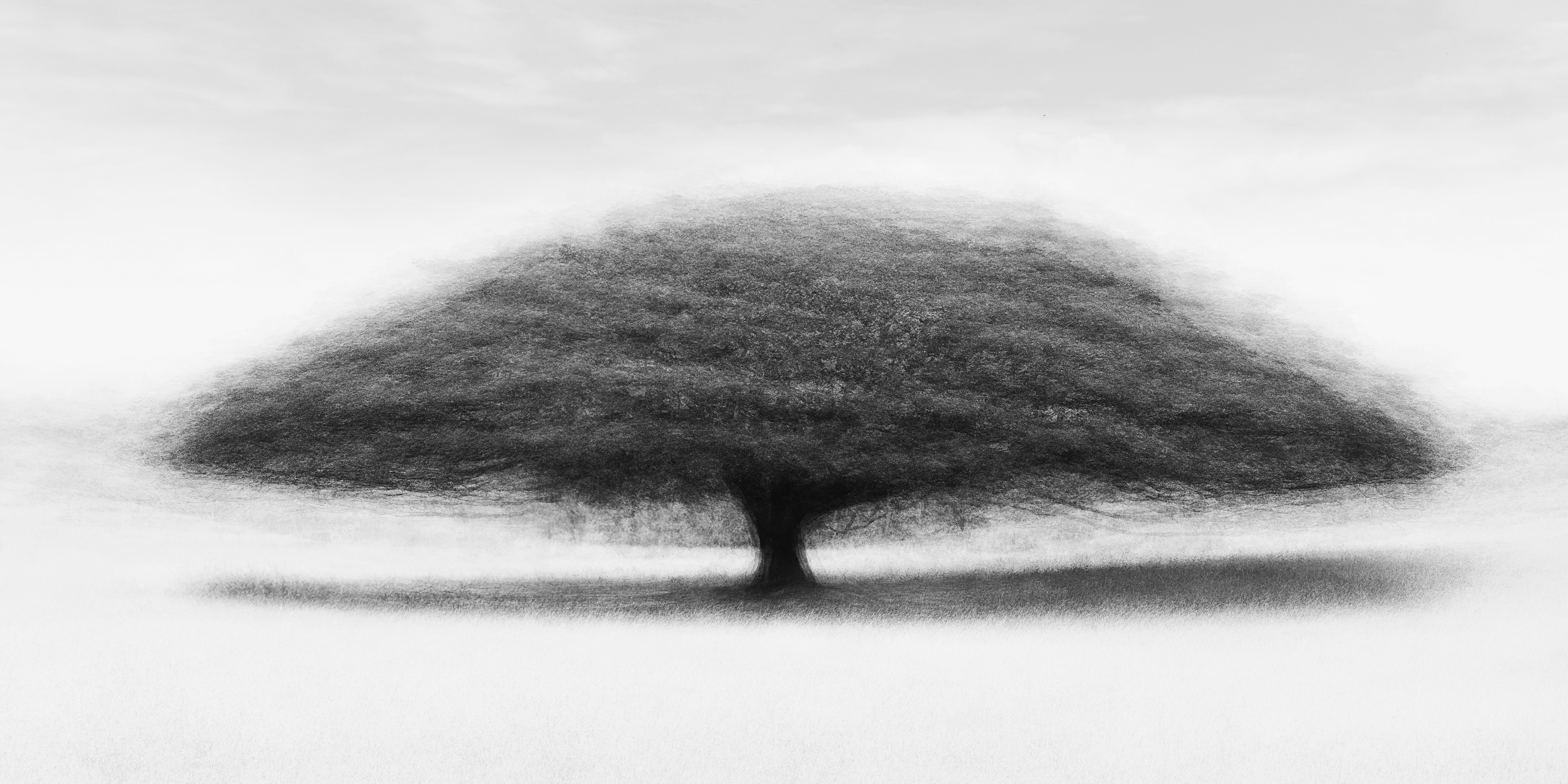
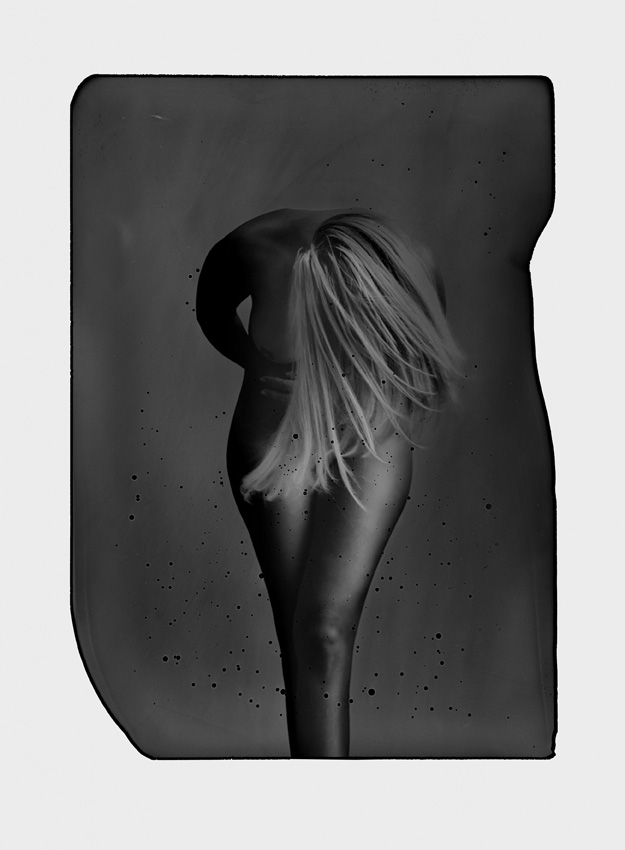
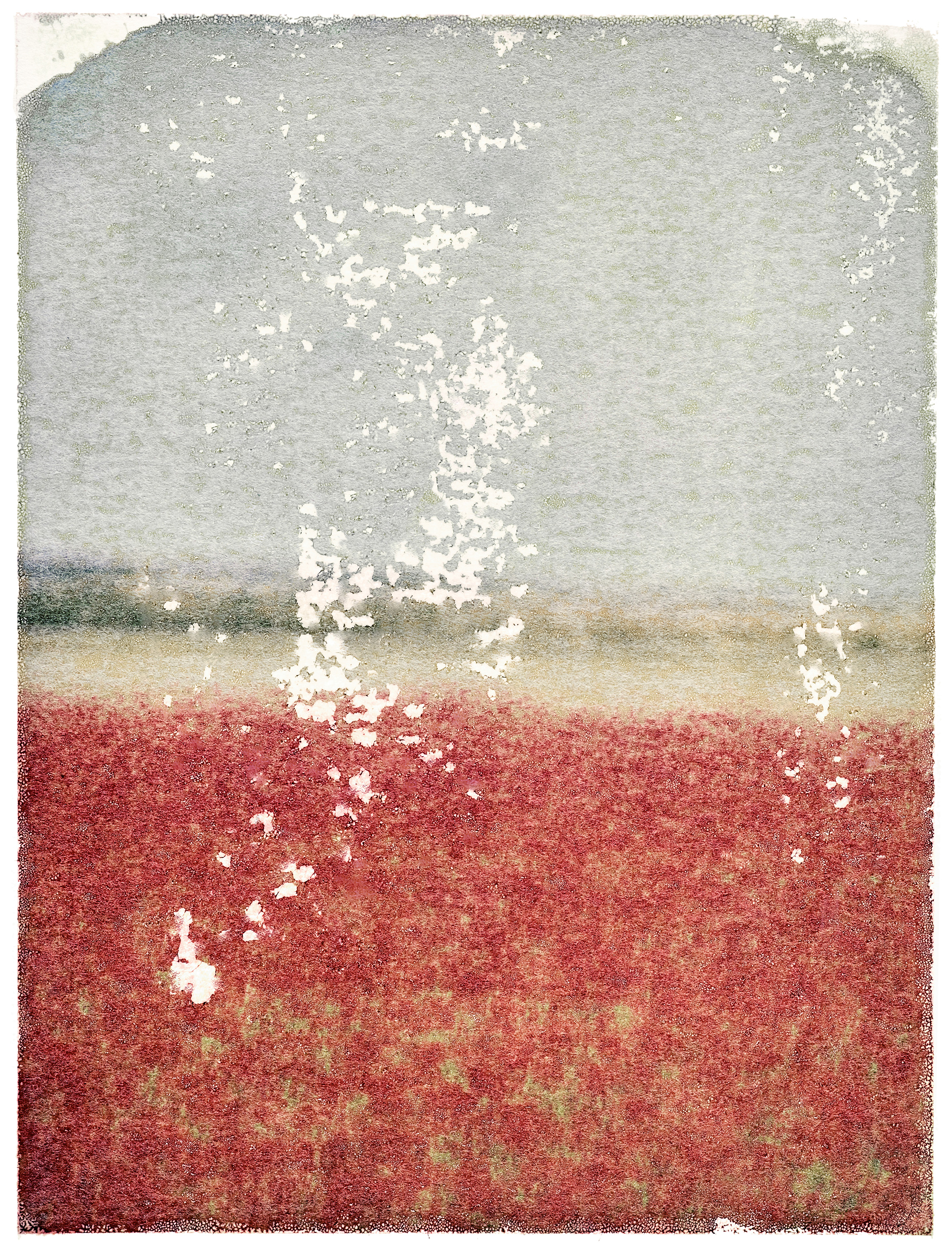
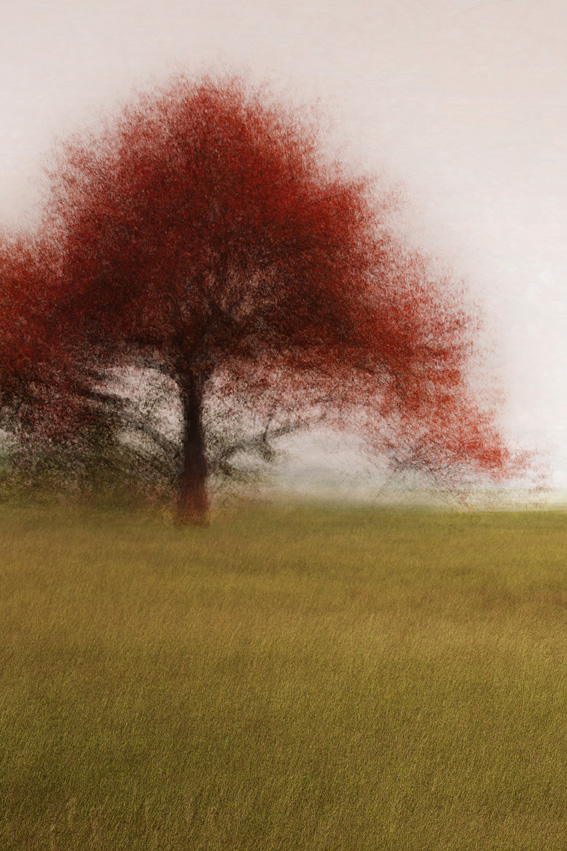
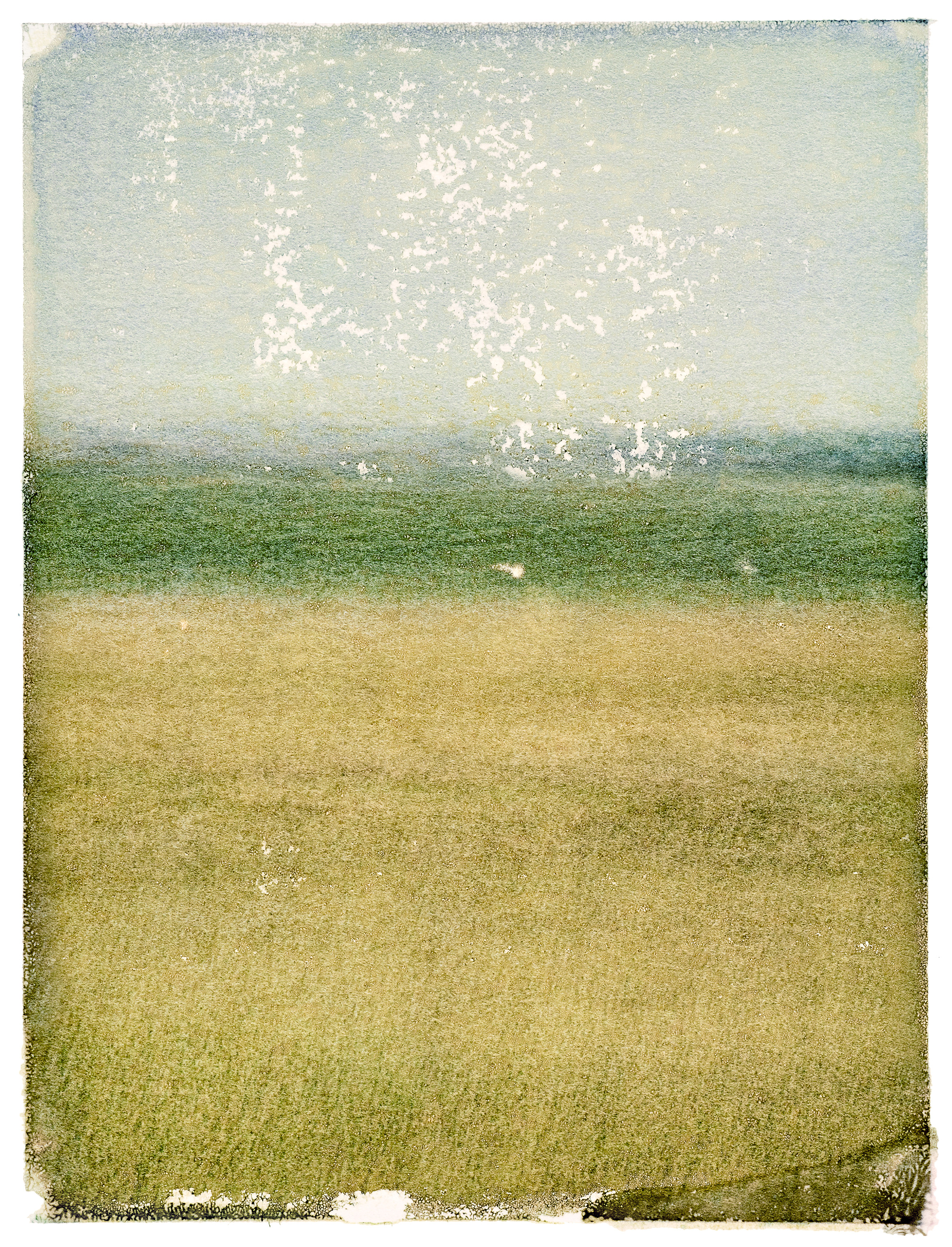